# Weißrussische Sozialistische Sowjetrepublik
Die Weißrussische Sozialistische Sowjetrepublik (auch „Weißrussische SSR“), auch Belarussische Sozialistische Sowjetrepublik (auch „Belorussische SSR“ oder BSSR, belarussisch Беларуская Савецкая Сацыялістычная Рэспубліка Belaruskaja Sawezkaja Sazyjalistytschnaja Respublika, bis 1936/37 Беларуская Сацыялістычная Савецкая Рэспубліка Belaruskaja Sazyjalistytschnaja Sawezkaja Respublika; russisch Белорусская Советская Социалистическая Республика Belorusskaja Sowetskaja Sozialistitscheskaja Respublika), wurde am 1. Januar 1919 im russischen Smolensk proklamiert. Hauptstadt war Minsk. Sie war eine der vier Republiken, aus denen 1922 die Sowjetunion gegründet wurde. Die BSSR endete mit der Ausrufung der Republik Belarus am 26. August 1991 als Nachfolgestaat.

## Geschichte
Die Weißrussische SSR wurde erstmals am 1. Januar 1919 proklamiert. Am 27. Februar 1919 fusionierte sie mit Litauen für einige Monate zur Litauisch-Weißrussischen SSR, die aber im Juli 1919 während des Polnisch-Sowjetischen Krieges durch polnische Truppen zerschlagen wurde.
Im August 1920 wurde in Minsk eine Weißrussische SSR neugegründet, und 1922 wurde die BSSR eine Unionsrepublik der neu gegründeten Sowjetunion.
1924 und 1926 wurde sie um einige westrussische Gebiete vergrößert (Mogiljow, Witebsk, Gomel) und 1932 ein autonomer Bezirk (Dsjarschynsk) für die polnische Minderheit eingerichtet, 1935 aber wieder aufgelöst. Stattdessen kamen 1939, gemäß dem Hitler-Stalin-Pakt, die ehemals polnischen Gebiete Weißrusslands hinzu (einschließlich Bezirk Białystok), von denen die Weißrussische SSR wiederum 1940 Wilna (Vilnius) an die Litauische SSR abtrat.
Nach dem deutschen Angriff auf die Sowjetunion stand die Sowjetrepublik von 1941 bis 1944 unter deutscher Besatzung, die großes Leid über die weißrussische Bevölkerung brachte. Bis zu 2,5 Mio. Einwohner der Unionsrepublik kamen ums Leben. Fast alle Städte und viele Dörfer des Landes wurden im Sommer 1944 beim Rückzug der deutschen Besatzer zerstört. In Würdigung ihrer großen Opfer im Krieg wurde die Weißrussische SSR (ebenso wie die Ukrainische SSR) 1945 neben der Sowjetunion als eigenes Gründungsmitglied in die Vereinten Nationen aufgenommen und hatte eine eigene Stimme in der UN-Vollversammlung, die aber im Block mit der Sowjetunion abgegeben wurde.
Seit 1950 führte die BSSR ein eigenes Wappen, welches noch über ihr Bestehen hinaus bis 1995 verwendet wurde. Im Laufe der Jahre änderte sich die Flagge der BSSR vier Mal.
Seit Ende 1991 bildet Belarus nach dem Zerfall der Sowjetunion einen unabhängigen Staat.

## Bevölkerung

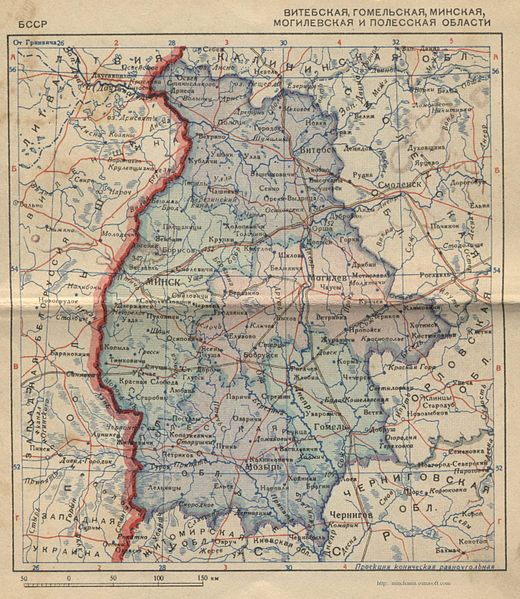
Karte der Weißrussischen SSR (1938)

In der 1919 gegründeten BSSR wurde der multiethnische Charakter der Bevölkerung durch die Einführung von vier Staatssprachen berücksichtigt: Belarussisch, Jiddisch, Russisch und Polnisch.
Laut sowjetischer Volkszählung von 1979 setzte sich die Bevölkerung der Weißrussischen SSR im Wesentlichen aus folgenden Ethnien zusammen:
| Nationalität | Bevölkerungsanzahl | Nationalitätenanteile |
| ------------ | ------------------ | --------------------- |
| Belarussen   | 7.568.000          | 79,4 %                |
| Russen       | 1.134.100          | 11,9 %                |
| Polen        | 403.200            | 4,2 %                 |
| Ukrainer     | 231.000            | 2,4 %                 |
| Juden        | 135.400            | 1,4 %                 |
| Tataren      | 10.900             | 0,1 %                 |
| Roma         | 8.400              | 0,1 %                 |
| Litauer      | 7.000              | 0,1 %                 |
| Moldauer     | 2.900              | 0,03 %                |
| Armenier     | 2.800              | 0,03 %                |
| Gesamte BSSR | 9.536.100          | 100,0 %               |